# Alexandra Ripley
Pour les articles homonymes, voir Ripley.
Œuvres principales
- Scarlett

Alexandra Ripley, née le 8 janvier 1934 à Charleston en Caroline du Sud et morte le 10 janvier 2004  à Richmond en Virginie, est une écrivaine américaine.

## Biographie
Elle est principalement connue pour Scarlett, la première suite officielle du roman Autant en emporte le vent écrit par Margaret Mitchell.

## Œuvres
- (en) Who's the Lady in the President's Bed?, 1972
- (en) Charleston, 1981
- (en) On Leaving Charleston, 1984
- (en) The Time Returns, 1985
- (en) New Orleans Legacy, 1987
- Scarlett, Belfond, 1991 ((en) Scarlett, 1991)
- La Contadina, Le Livre de poche, 1996
- (en) A Love Divine, 1997